# Okanoganský národní les
Okanoganský národní les se nachází v severní a západní části okresu Okanogan v americkém státě Washington. Má rozlohu přes šest tisíc km² a na severu ho ohraničuje kanadsko-americká hranice, na východě sousedí s Colvillským národním lesem, jižní hranicí je rozvodí mezi řekami Methow a Stehekin a na západě sousedí s národním parkem Severní Kaskády. V lese se nachází Pasaytenská divočina a část divočiny Chelan-Sawtooth. Západní strana lesa je daleko deštivější než suchá východní strana, a tak se zde nachází různá vegetace, která přechází od tajgy až po step. Studie Správy lesů Spojených států amerických z roku 1993 zjistila, že rozloha pralesa v národním lese činí až 1 280 km², z čehož většina se skládá z borovice pokroucené. Nejbližšími důležitými obcemi jsou Omak a Okanogan. Společně s Wenatcheejským národním lesem ho Správa lesů Spojených států amerických řídí z města Wenatchee. Stanice rangerů se nachází v obcích Tonasket a Winthrop. Po Nesperckém národním lese v Idahu se jedná o druhý největší národní les, který se nachází v jediném okrese.
Okanoganský národní les byl založen v roce 1911 z části Chelanského národního lesa. O deset let později se ale celý nový národní les vrátil pod hlavičku Chelanského národního lesa, který byl v roce 1955 přejmenován na Okanoganský národní les.